# Høgekletten
Høgekletten är en bergstopp i Antarktis. Den ligger i Östantarktis. Norge gör anspråk på området. Toppen på Høgekletten är 2 465 meter över havet, eller 265 meter över den omgivande terrängen. Bredden vid basen är 1,4 km.
Terrängen runt Høgekletten är platt åt sydväst, men åt nordost är den kuperad. Høgekletten är den högsta punkten i trakten. Trakten är obefolkad. Det finns inga samhällen i närheten.